# Lopesia bilobata
Lopesia bilobata är en tvåvingeart som beskrevs av Maia 2004. Lopesia bilobata ingår i släktet Lopesia och familjen gallmyggor. Inga underarter finns listade i Catalogue of Life.